# Rheobates
Rheobates es un género de anfibios anuros neotropicales de la familia Aromobatidae. Sus especies se distribuyen por Colombia.

## Especies
Se reconocen las siguientes 2 según ASW:
- Rheobates palmatus (Werner, 1899)
- Rheobates pseudopalmatus (Rivero & Serna, 2000)

## Publicación original
- Grant, T., D. R. Frost, J. P. Caldwell, R. Gagliardo, C. F. B. Haddad, P. J. R. Kok, D. B. Means, B. P. Noonan, W. E. Schargel & W. C. Wheeler. 2006. Phylogenetic systematics of dart-poison frogs and their relatives (Amphibia: Athesphatanura: Dendrobatidae). Bulletin of the American Museum of Natural History 299: 1–262.